# Law Reports
I Law Reports, nei sistemi giuridici di common law, sono delle raccolte di decisioni giudiziarie che contengono le storie dei fatti giuridici relativi ai casi discussi in un tribunale.
Essendo il common law un ordinamento a base casistica le leggi sono, per consuetudine, fino ai giorni nostri, rimaste sempre non scritte. I law reports compongono quella parte non ufficiale del diritto inglese scritto. Le prime raccolte (Year Books) risalgono all'epoca tardo medievale, le più recenti risalgono al periodo vittoriano.
La storia del law reporting (letteralmente: registrazione delle leggi) in Inghilterra è normalmente essere divisa in tre periodi:
- 1292-1536 relativo alle compilazioni anonime note come Year Books.
- 1537-1865 relativo ai cosiddetti old reports: raccolte private firmate da singole personalità.
- 1866 Law Reports: raccolte aventi valore semi-ufficiale che arrivano fino ai giorni nostri.

Da ricordare nei "modelli" di law reports vi sono anche gli Abridgements, sviluppati nei secoli XVII e XVIII, che in sostanza rispecchiano gli Year Books con l'aggiunta di una loro catalogazione per ordine alfabetico delle sentenze, creata per rendere la consultazione dei testi di riferimento più agevole.